# Uroleucon bicolor
Uroleucon bicolor är en insektsart. Uroleucon bicolor ingår i släktet Uroleucon och familjen långrörsbladlöss. Inga underarter finns listade i Catalogue of Life.